# Kloster Urspring

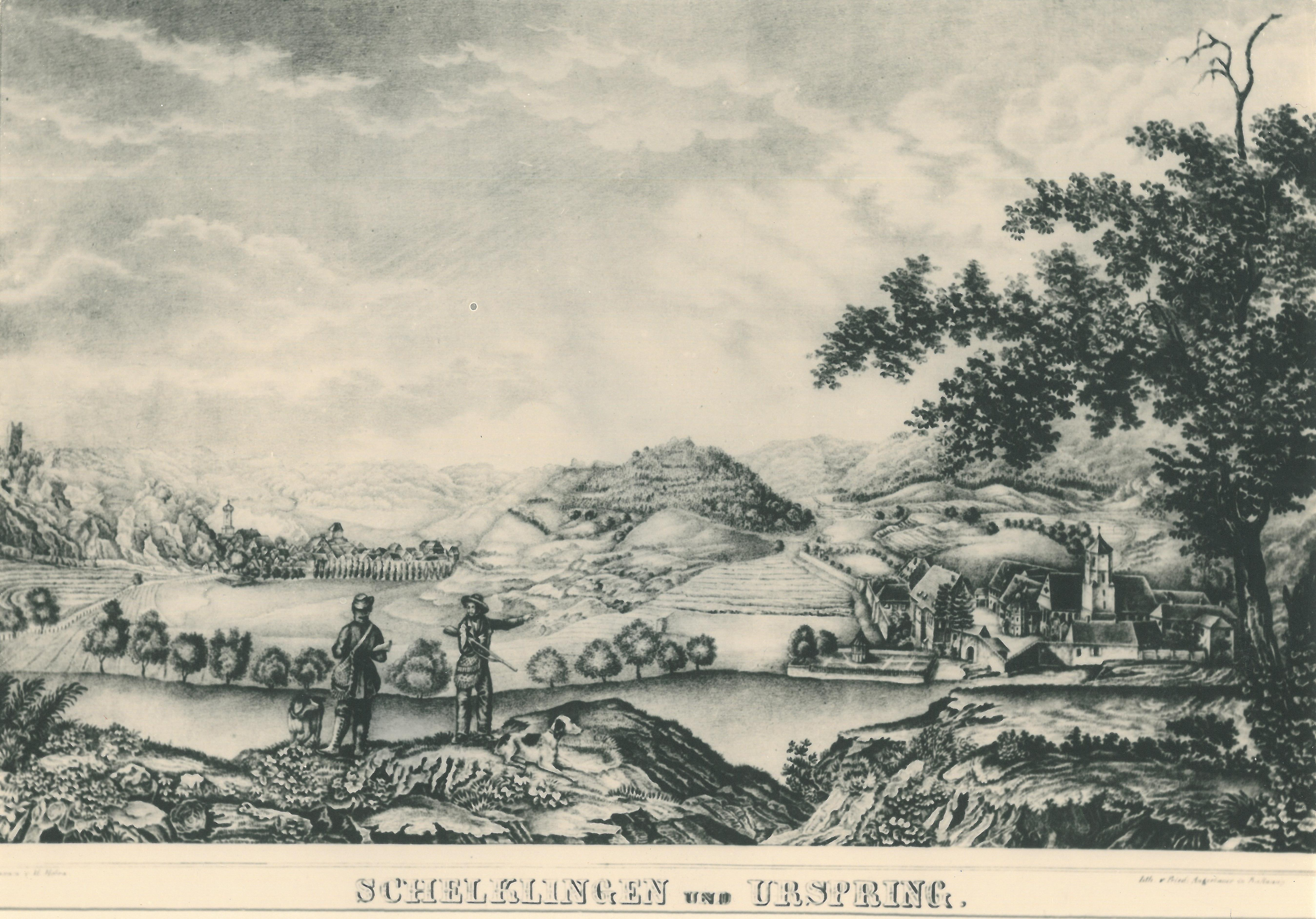
Schelklingen und ehem. Kloster Urspring (seit 1832 Baumwollweberei), Ende 1832 oder später

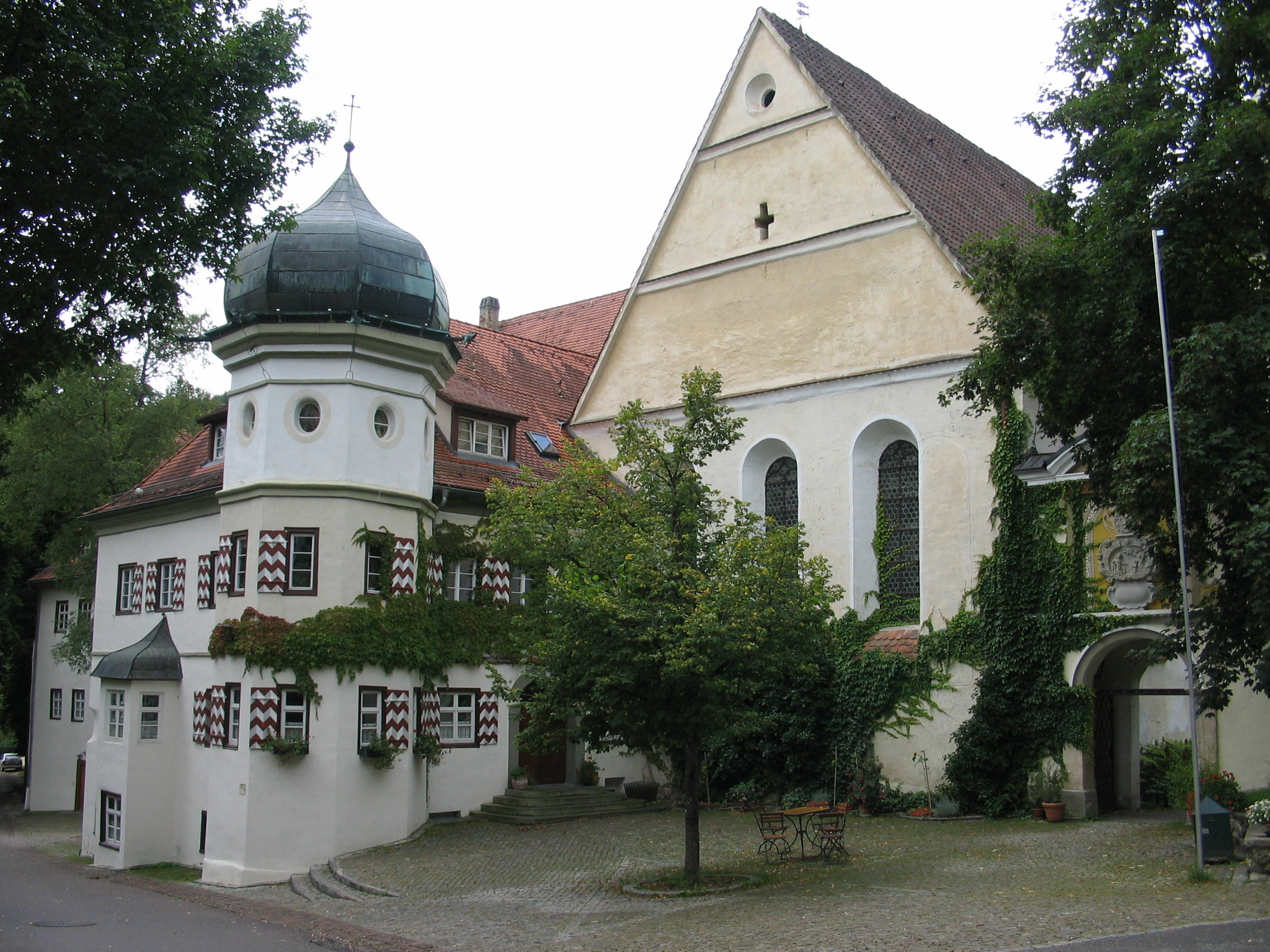
Kloster Urspring: Abtei und Ostgiebel der Klosterkirche St. Ulrich

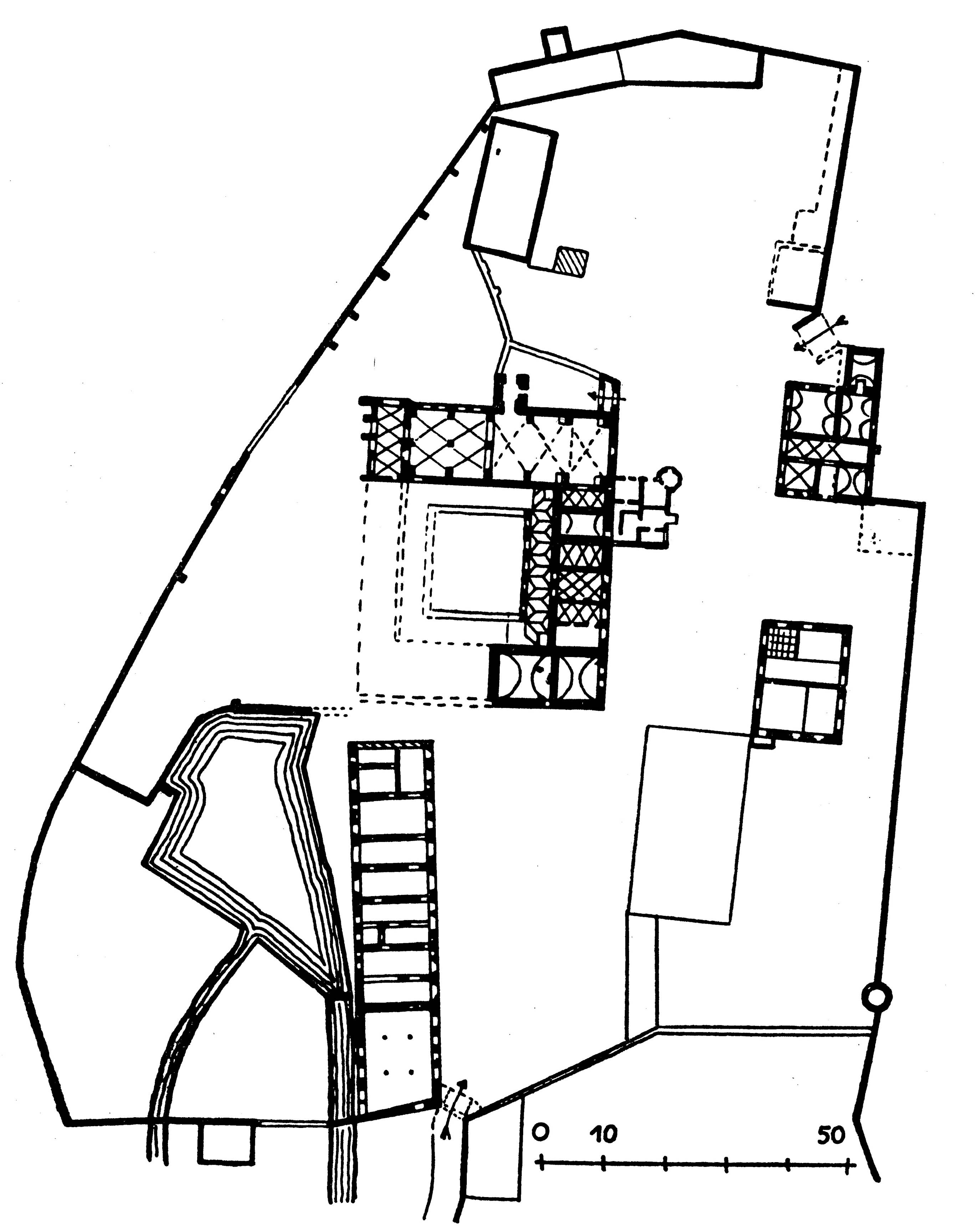
Bauaufnahme der 1906 bis vor 1908 noch vorhandenen Gebäude des ehemaligen Benediktinerinnenklosters Urspring durch Konrad Albert Koch

Das Benediktinerinnenkloster Urspring in Urspring bei der Stadt Schelklingen, gegründet (nach) 1127, aufgelöst 1806, war ein Priorat des Klosters St. Georgen im Schwarzwald.

## Geschichte
Vermutlich im 10. Jahrhundert wurde südwestlich von Blaubeuren bei Schelklingen das Quellgebiet eines Baches besiedelt, das nach dieser Quelle und dem Bach den Namen „Urspring(en)“ erhielt und Teil der Swerzenhuntare war. Erstmals wird Urspring in einer nur abschriftlich überlieferten Urkunde von 1127 genannt. Eine Stifterfamilie – drei Brüder mit den Namen Rüdiger, Adalbert und Walther – übergab darin den Ort Urspring mit der Kirche an das Kloster St. Georgen im Schwarzwald, repräsentiert durch den Abt Werner I. und den Konvent. Mit der Vogtei über Urspring wurde Graf Diepold II. von Berg (1116/27–1160/66) betraut.
Dass bald danach Benediktinerinnen in Urspring einzogen, ergibt sich aus der späteren Überlieferung. Sogar dass die Nonnen aus dem St. Georgener Tochterkloster Amtenhausen kamen, ist bekannt. Eindeutig spricht das St. Georgener Privileg Papst Alexanders III. von 1179 von der Unterstellung Ursprings unter das Schwarzwaldkloster. Die cella, das Priorat, das Tochterkloster, war ein von der Schwarzwälder Mönchsgemeinschaft abhängiger Frauenkonvent „im Recht des Eigentums“ St. Georgens. Obwohl für das 12. Jahrhundert diesbezügliche Nachrichten fehlen, kann aus der späteren Überlieferung gefolgert werden, dass das Frauenkloster einen Prior beherbergte. Dieser war ein Mönch aus St. Georgen als Vertreter des Schwarzwaldklosters vor Ort. Gleichzeitig fungierte der Prior als Pfarrer der Klosterkirche, Seelsorger und Beichtvater der Nonnen.
In den ersten hundert Jahren seines Bestehens muss das Kloster Urspring arm gewesen sein. Keine Güterschenkung ist bis 1237 überliefert. Dementsprechend kann man auch nur von einem kleinen Frauenkonvent ausgehen, der unter der Leitung einer Meisterin (magistra) stand. Seit dem 13. Jahrhundert liegen bessere Quellen zum Benediktinerinnenkloster Urspring vor. Nach der Zerstörung des Klosters in den Kämpfen zwischen dem staufischen König Konrad IV. und Anhängern der päpstlichen Partei (1246/1247) konnte sich die Nonnengemeinschaft wieder erholen. Dies geht aus einer Bulle Papst Alexanders IV. (1254–1261) hervor, die dieser mit Datum vom 8. März 1258 für Urspring ausstellte. In der Folgezeit gewann Urspring – auch weil es sich immer mehr von seinen benediktinisch-klösterlichen Grundlagen entfernte – größeres Ansehen bei den Adelsgeschlechtern der Umgebung, die ihre nun mit Eigenbesitz ausgestatteten Töchter nunmehr standesgemäß unterbringen konnten. St. Georgen konnte und wollte dieser Entwicklung nicht entgegensteuern, zumal – so scheint es – das Frauenkloster gegenüber der Mönchsgemeinschaft im Schwarzwald doch etwas an Selbstständigkeit gewann. Ein eigenes Siegel (1258/1275), die kaum feststellbare Beteiligung des St. Georgener Abtes an Urspringer Güterkäufen und -verkäufen, eine über weite Strecken fehlende geistliche und rechtliche Aufsicht über das Frauenkloster belegen dies, der Festschreibung der Rechte St. Georgens in einer Urkunde vom 14. April 1328 zum Trotz. Auch an der Bursfelder Klosterreform für den zusammengeschmolzenen Urspringer Frauenkonvent (1475) war St. Georgen, das selbst nicht reformiert wurde, nur indirekt beteiligt. Das Kloster Urspring blieb aber St. Georgen weiter unterstellt. Daran änderte ebenfalls die Reformation nichts (1536/1566); Urspring befand sich seit 1566 unter der Leitung des katholischen Abtes St. Georgens, der in Villingen residierte. Erst Streitigkeiten im Urspringer Konvent nach der Wahl der Äbtissin Maria Abundantia von Barille (1797–1806/15) führten 1802 dazu, dass St. Georgen auf seine Rechte in Urspring verzichtete. Das Benediktinerinnenkloster wurde 1806 säkularisiert. Heute beherbergt es das Internat Urspringschule.

## Meisterinnen und Äbtissinnen
| Name                                 | Amtszeiten | Familienwappen                                                                                 | Porträt |
| ------------------------------------ | --- | ---------------------------------------------------------------------------------------------- | --- |
| Mahilt                               | † 16. Januar (vor 1230) |                                                                                                | |
| (Irmelgard)                          | † 23. Mai (1258?) |                                                                                                | |
| Agnes                                | 13. Dezember 1275 |                                                                                                | |
| (Irmeltrud Fülhin von Tissen)        | † (um 13. Januar 1280) |                                                                                                | |
| Adelheid                             | 16. Mai 1294, † 22. Dezember (1294/1301) |                                                                                                | |
| Sophia                               | 7. Januar 1302, † 25. Dezember (1302/1306 bzw. 1309) |                                                                                                | |
| Hiltrud Fülhin von Tissen            | 28. März 1307(?), 1. Februar 1310, 25. Juli 1332, † (nach dem 15. April 1333, 1335?) |                                                                                                | |
| Adelheid vom Stein                   | † (20. Juli 1360) |                                                                                                | |
| Udelheid Fülhin von Tissen           | 29. November 1365, † 19. April 1374 |                                                                                                | |
| Margaretha Balzholz                  | 20. Dezember 1374, † 14. Mai 1375 |                                                                                                | |
| Elisabeth Laydolff                   | 23. April 1376, 13. August 1395, † 12. Mai (1396) |                                                                                                | |
| Anna vom Stein                       | 23. April 1400, † (kurz vor dem) 16. Mai 1421 |                                                                                                | |
| Anna von Westernach                  | 16. Mai 1421, † 25. April (1436) |                                                                                                | |
| Ursula vom Stein                     | 29. November 1436, † 16. November 1448 |                                                                                                | |
| Anna Truchseß von Bichishausen       | 6. Februar 1449, † 19. Juni 1463 |                                                                                                | |
| Gredanna von Freyberg                | 4. August 1464, † 18. April 1481. Sie führte 1475 eine Klosterreform durch, nachdem die Klausur der Nonnen völlig aufgegeben worden war. Dabei kam es zu erheblichen Auseinandersetzungen mit den widerspenstigen Nonnen, welche durch das herbeigerufene Schelklinger Bürgermilitär beendet werden konnten. |                                                                                                | |
| Helena von Hirnheim                  | 11. Juli 1481, † 14. August 1496 |                                                                                                | |
| Kunigunde von Freyberg               | 28. August 1496, † 23. August 1511 |                                                                                                | |
| Cecilia von Hirnheim                 | 10. September 1511, † 6. Februar 1525 |                                                                                                | |
| Magdalena von Berg                   | 18. Februar 1525, † 7. Juni 1552 |                                                                                                | |
| Beatrix Speth von Zwiefalten         | 19. Oktober 1552, † 14. Februar 1578 |                                                                                                | |
| Katharina von Westerstetten          | 21. März 1578, † 31. Dezember 1583 |                                                                                                | |
| Margaretha vom Stein                 | 1. Februar 1584, † 7. November 1622 |                                                                                                | |
| Barbara Hund von Lauterbach          | 2. Dezember 1622, † 20./21. September 1639 |                                                                                                | |
| Anna Sibylla von Gemmingen           | 2. November 1639, resigniert 1. Dezember 1664, † 31. Januar 1665 |                                                                                                | |
| Maria Gertrud Schenk von Castell     | 5. Dezember 1664, resigniert 1707 Okt. 20, † 15. Februar 1709 | Maria Gertrud Schenk von Castell verwendete das vermehrte Grafenwappen, wie ihr Siegel beweist | |
| Maria Franziska Giel von Gielsberg   | 20. Oktober 1707, resigniert 13. März 1723, † 26. Januar 1737 |                                                                                                | |
| Maria Hildegard von Sirgenstein      | 13. März 1723, resigniert 2. Juli 1767, † 8. Oktober 1767 |                                                                                                | |
| Maria Hildegard Reichlin von Meldegg | geb. Maisenburg 9. Februar 1720, zur Äbtissin gewählt am 9. Juli 1767, † Kloster Urspring 6. November 1797 |                                                                                                | Äbtissin Maria Hildegard Reichlin von Meldegg, gemalt 1767 von Johann Friedrich Thaddäus Wocher (1726–1799) |
| Maria Abundantia von Barille         | 27. November 1797, 1806 Säkularisation, † 7. Juli 1815 |                                                                                                | |

## Erhaltene Bauten des Klosters
Sämtliche ehemaligen Klostergebäude stehen unter Denkmalschutz und wurden in die Liste der Schelklinger Baudenkmale eingetragen.

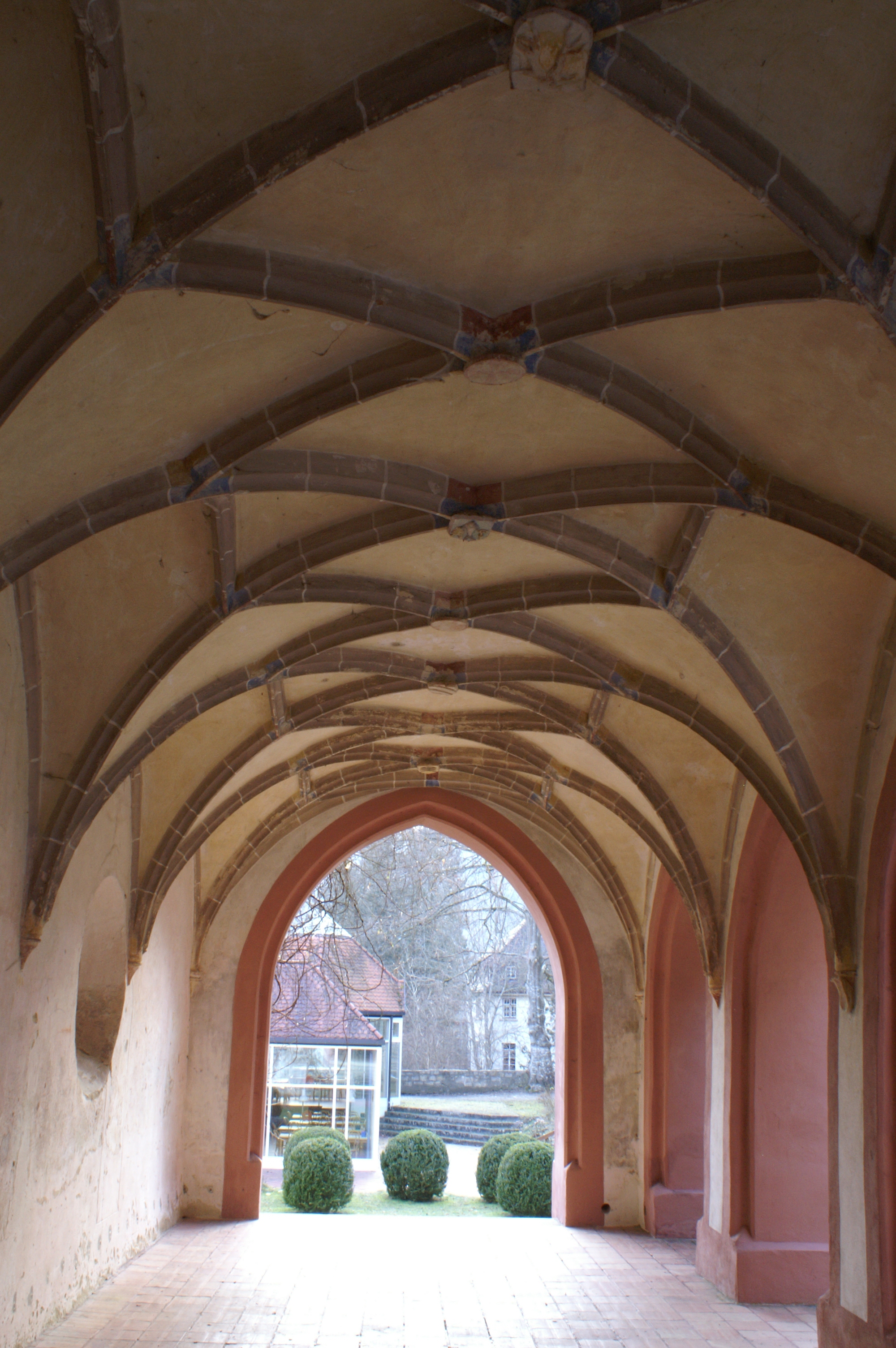
Das „Paradies“ im Kloster Urspring

- Die Klosterkirche St. Ulrich, neu errichtet nach dem Brand des 17. Jahrhunderts
- Der Kirchturm, in den unteren Geschossen spätmittelalterlich, trug bis Ende 1832 eine Zwiebelhaube: diese wurde aber von dem Fabrikanten Georg Reichenbach abgenommen, um das wertvolle Kupfer mit Gewinn verkaufen zu können. Das heutige achteckige einfache Pultdach soll die ehemalige Dachhaube ersetzen.
- Die Abtei, Wohnung der Meisterin/Äbtissin (1622 erstmals erwähnt)
- Der Ostflügel der Klausur (wesentliche Teile des Erdgeschosses und des ersten Stocks aus dem späten 15. Jahrhundert)
- Der Kreuzgang im Erdgeschoss des Ostflügels  (spätes 15. Jahrhundert)
- Der Narthex (das Paradies) an der Westseite der Klosterkirche (spätes 15. Jahrhundert)
- Das Obere Gasthaus für weltliche Gäste (erbaut 1495)
- Das Untere Gasthaus für geistliche Gäste (erbaut 1520) (Baudokumentation in der Datenbank Bauforschung/Restaurierung)
- Die ehemalige Oberamtei, Wohnsitz des Oberamtmanns des Klosters, später staatliches Forsthaus (wohl 18. Jahrhundert, nachdem die Wohnung des Klosterhofmeisters von Schelklingen nach Urspring verlegt wurde)
- Die ehemalige Amtsschreiberei und Forstverwaltung (laut Inschrift über dem Hauseingang 1691 unter der Äbtissin Gertrud Schenk von Castell erbaut)
- Der ehemalige, von einer Mauer eingefasste Klostergarten vor dem ehemaligen Oberen Tor
- Die Umfassungsmauern des Urspringtopfs (samt Ablaufkanälen) und die Umfassungsmauern des Klosterbezirks mit dem Rundturm in der Mitte der östlichen Umfassungsmauer
- Herz-Jesu-Kapelle (erbaut 1708–1709)

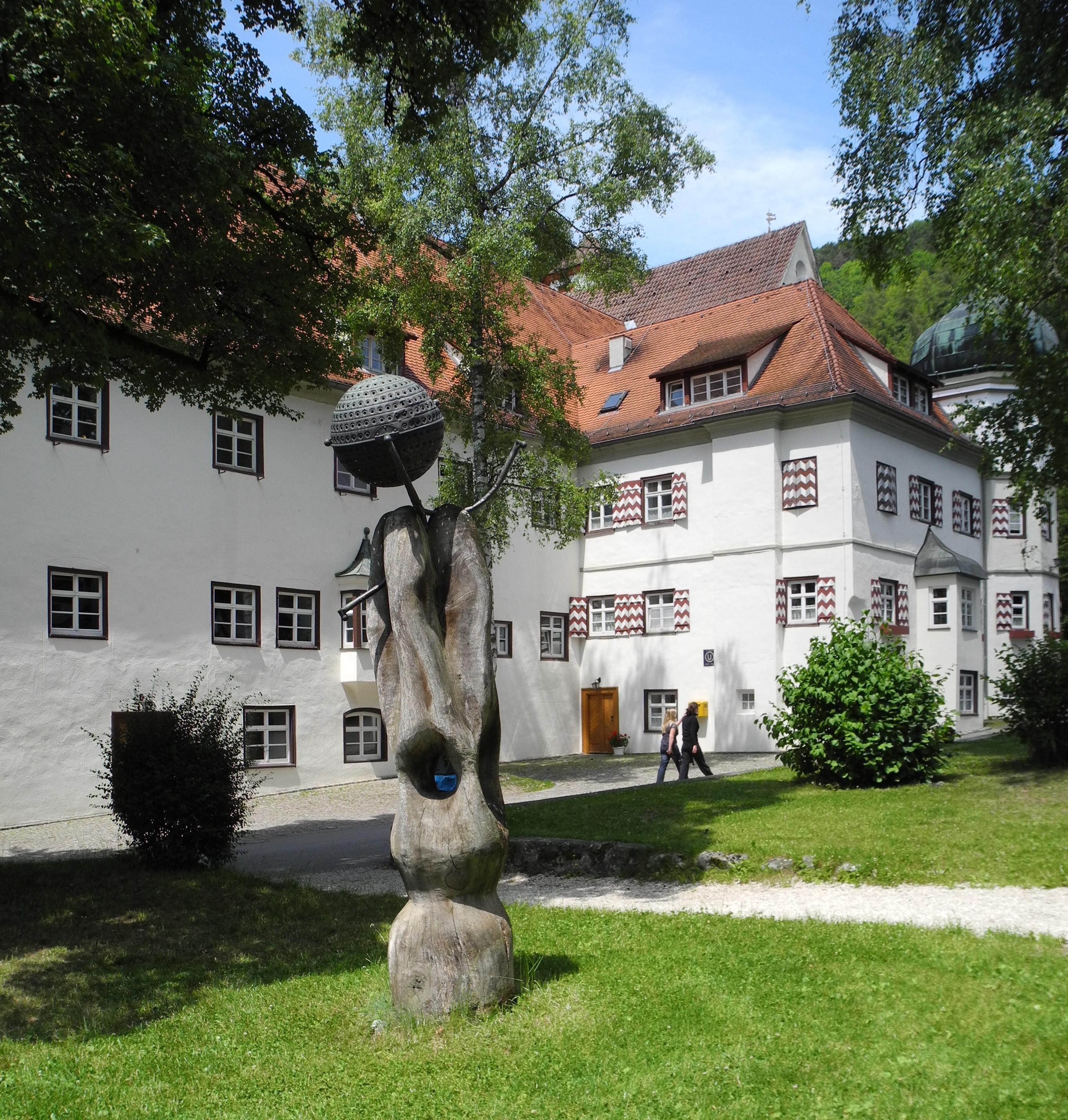
Abtei und Ostflügel der Klausur des ehemaligen Benediktinerinnenklosters Urspring

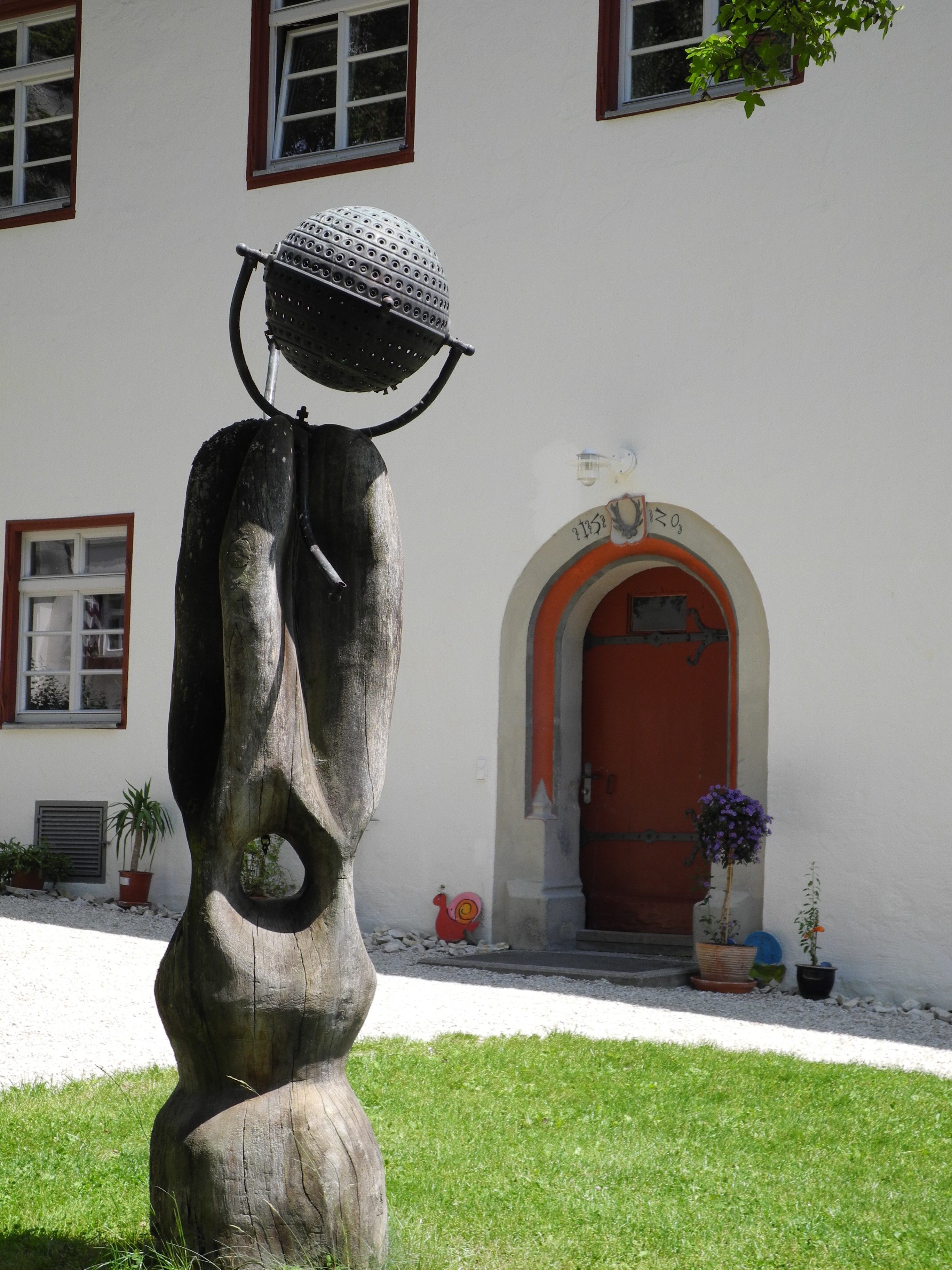
Im Hintergrund Portal des Unteren Gasthauses für geistliche Gäste. Über dem Eingang das Baujahr 1520 und das Wappen der Meisterin Cecilia von Hirnheim (im Amt 1511 bis † 1525)

## Erhaltene Kunstdenkmäler
- Drei Altartafeln St. Valentin, St. Barbara und St. Georg von Bartholomäus Zeitblom und Bernhard Strigel in der Staatsgalerie Stuttgart digi.ub.uni-heidelberg.de
- Zwei Flügel eines Triptychons (Totengedenktafeln), Anbetung der Hl. Drei Könige mit den beiden Stiftern der Ellerbachschen Kaplanei Burkhart der Lange und dessen Bruder Ital von Ellerbach im Württembergischen Landesmuseum Stuttgart: angeblich aus Erbach, doch höchstwahrscheinlich ursprünglich aus Kloster Urspring[2] digi.ub.uni-heidelberg.de

- Die mittelalterlichen Grabplatten in der Klosterkirche (siehe St. Ulrich (Urspring))
- Die Glasgemälde des 16. Jahrhunderts aus dem ehemaligen Refektorium, heute Privatbesitz im Schloss Friedrichshafen und Schloss Lichtenstein[3]
- Zwei Holzskulpturen in der Sammlung Dursch im Dominikanermuseum Rottweil: Schrein des Kapitelaltars / Pestaltar um 1495 museum-digital.de und Kreuzigungsgruppe um 1520 museum-digital.de
- Pietà aus dem 15. Jahrhundert in der Seitenkapelle der Herz-Jesu-Kirche Schelklingen
- Madonna um 1460 im Kloster Heiligenbronn
- Steinerne Muttergottes mit Kind um 1490 in der östlichen Außennische der Pfarrkirche St. Vitus in Schmiechen, ehemals Brunnensäule in Urspring
- Kreuzstein eines Schuhmachers im Torbau zur Klosterkirche[4]